# 退火
退火（英語：Annealing），在冶金學或材料工程，是一種改變材料微結構且進而改變如硬度和強度等機械性質的熱處理。
過程為將金屬加溫到高於再結晶溫度的某一温度並維持此溫度一段時間，再將其緩慢冷卻。退火的功用在於恢復该金属因冷加工而降低的性質，增加柔軟性、延展性和韌性，並釋放內部殘留應力、以及產生特定的顯微結構。退火過程中，多以原子或晶格空位的移動来釋放內部殘留應力，透過這些原子排列重組的過程來消除金屬材料中的差排，這項改變也讓金屬中的差排更易移動，增加其延展性。
在銅、鋼鐵、銀、黃銅的案例中，退火需要歷經很高的温度，通常都要将金屬加熱到熾熱並維持一段時間再冷卻。不像其它含鐵的合金需要緩慢冷卻，銅、銀和黃銅它們可以在空氣中緩慢冷卻，也可以快速在水中淬火。退火過後的金屬可以再進一步加工，如沖壓、塑造、成形等。

## 熱力學上的退火
金屬在冷加工時，被施加的能量大部分會以熱能的方式消耗掉，然而有少部分以應變能的形式殘留於金屬中，並造成金屬中出现大量的差排。另外，冷加工後，金屬塑性變形所產生的點缺陷同樣也是产生應變能的來源。  
在熱力學中，塑性變形的金屬和退火的金屬，兩者的吉布斯能差大約等於儲存的應變能。雖然塑性變形會增加金屬的熵，但增加的效應遠小於應變所增加的內能。因此
{\displaystyle \Delta G=\Delta H-T\Delta S,}
可簡成
{\displaystyle \Delta G\approx \Delta H}。
因為塑性變形的金屬自由能較大，故它會自發（Spontaneous）回復平衡狀態。然而由于金属内部結構複雜，其不可能依靠簡單的反應回復成退火的狀態，它需要許多不同的反應来回復。釋放應變能的過程，稱為應力釋放（stress relief），這段過程為熱力學上的自發程序，但在室溫中反應速率相當緩慢，因此退火处理中的加熱措施，就是利用高温來提高这些反应的速率，从而加速金屬釋放儲存能。
受過冷加工的金屬，它可以透過許多反應途徑釋放應變能，其中大部分是透過消除金屬內的晶格空位濃度梯度来实现。晶格空位的產生遵守阿瑞尼士方程式，而空位的移動和擴散須遵守菲克擴散定律（Fick's law of diffusion）。
透過消除晶體結構的空位和差排，可讓原子置於合適的晶格位置，新生成的晶粒改善了金属的機械性質，所以退火不仅可以消除內部應力，還可以改善機械性質，如硬度、延展性等。

## 退火步驟
退火過程中間會有三個階段。
- 第一階段是回復（recovery）。在回復的過程中，晶體內部缺陷（例如晶格空位）會移動回復到正常晶格位置，同時內部應力場也會跟著消失。在回復階段，先前的冷加工過的金屬其電、熱傳導等性質將回復成原來狀態[4]。
- 第二階段是再結晶（recrystallization）。再結晶過程中，新的晶粒成型并取代原本因內在應力而變形的晶粒[4]。
- 再結晶完成時，晶粒成長（grain growth）就會開始。晶粒成長過程中，小的晶粒會與大的晶粒合併，減少材料內部晶界的數目。晶粒成長的程度會嚴重影響到材料的機械性質。

## 設置和設備
傳統上，退火過程會在大型的退火爐中處理，退火爐內部空間相當寬敞，足夠讓高溫氣體在內部循環並可讓工件暴露在高溫氣體中。對於要進行高容量的退火過程，經常使用輸送式燃氣燃燒爐。而對於大型工件或高數量零件则適用台車式爐，以利零件輸送進出。当退火過程已經順利完成，有時工件會從爐中取出，來控制零件的冷卻過程，然而有時並不將材料和合金零件從爐中取出，使工件仍留在爐中，同时控制其冷卻過程。通常，當工件從爐中取出後會用淬火急速冷卻处理，典型的淬火介質为空氣，水，油等。

## 保護氣體
退火中的高溫會造成金屬表面的氧化及剥落，若要防止剥落，可以在保護氣體下進行退火，例如吸熱型氣體（一氧化碳、氫氣及氮氣的混合物），退火也可以在由氮氣及氫氣混合而成的合成氣體中進行。
μ合金的磁性質會在氫氣環境下進行的退火中產生。

## 特別的退火程序

### 正常化
正常化（Normalizing），是一種退火程序，藉著加熱來細化晶粒，釋放應力。
這過程通常受限用於硬化鋼，受過塑性變型的鋼，其晶粒呈現不規則的形狀，且晶粒相對大小不一，正常化即是為了產生細小、並均勻化的晶粒，从而改善它的延展性和韌性。正常化是藉由把鋼加熱至上臨界溫度之上，即沃斯田鐵化溫度之上，之後保持此溫度一小段時間，讓它在空氣中冷卻。在足夠的時間之後，使鐵碳合金完全沃斯田鐵化（austenitizing）。正常化之后，可進一步進行其他熱處理程序。

### 完全退火

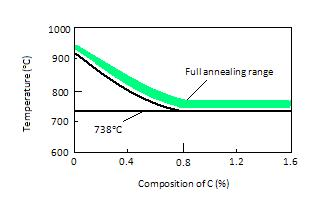
完全退火溫度範圍

完全退火（full anneal），可以獲得接近平衡狀態組織的退火程序，形成完全全新的均勻排列結構，且有良好的動力學性質，適用於亚共析成分的低碳或中碳鋼。
要執行完全退火，需將合金加熱到退火點，約在奧氏體化溫度（AC3）之上15℃到40℃左右，並有足夠的時間讓材料充分奧氏體化，形成奧氏體或奧氏體-滲碳體（austenite-cementite）的晶粒結構，之後讓材料緩慢冷卻，从而可達到顯微結構的平衡狀態。材料可在空氣中冷卻或者使用材料爐冷（furnace cool），視情况而定。
完全退火的過程細節決於內部金屬和精密合金的種類。完全退火後，金属会具有良好的延展性和非常好的拉伸比。完全退火程序相當耗時，优点是可获得具有小晶粒和均勻的顯微晶粒結構。
完全退火工艺的全过程需要很长时间，特别是对于一些合金钢，往往需要数十小时，甚至数天的时间。如果应用等温退火（炉冷4小时后打开炉门）就可以大大地节约时间。

### 扩散退火
扩散退火也称均匀化退火，为消除铸锭或铸件凝固过程中产生的枝晶偏析，达到化学成分的均匀化。特点是加热温度高（Ac3或Acm以上150-300℃），保温时间长（10h以上），产生的晶粒很粗大，需要一次正常的完全退火或正火处理。

### 球化退火
球化退火主要用于过共析碳钢及合金工具钢，目的是降低硬度，改善切削加工性能，同时获得球化组织，为淬火做好组织准备。具体工艺是：过共析钢加热到Ac1以上30-50℃，保温一段时间，以不大于50℃/h的冷却速度随炉冷却，最终获得的组织为球状珠光体（球状渗碳体分布在铁素体基体上）。在球化退火前，若钢的原始组织中有明显的网状渗碳体，应先进性正火处理，去除网状组织。

### 製程退火
製程退火（Process annealing）或稱中間退火（intermediate annealing）、再结晶退火或「臨界點下退火」（subcritical annealing），是将冷变形后的金属加热到再结晶温度以上（650-700℃）保持适当时间，使变形晶粒重新转变为均匀的等轴晶粒，多用于需要进一步冷变形钢件的中间退火，目的是恢復工件部分延展性的熱處理手段，消除加工硬化，让工件可以進一步被處理而不至於斷裂。 
在工件進行塑造、精製物件成形的製程時，如鍛造（forging）、轧制（rolling）、抽製（drawing）、擠製（extrusion）、旋壓（spinning）、鍛頭（heading），延展性相當重要。將材料加熱至沃斯田鐵化下的溫度，並維持長時間，充分地釋放金屬的應力。最後讓工件緩慢冷卻至室溫，之後便可再進行額外的冷加工。製程退火的溫度範圍在260℃到760℃之間，主要視合金的成分而定。
在製程退火中，若想要特定的細晶顯微結構，可在晶粒成長之前，將熱處理中止。

### 去应力退火
去应力退火又称低温退火。将钢件随炉缓慢加热（100-150℃/h）至500-650℃（低于Ac1），保温一段时间后，随炉缓慢冷却（50-100℃/h）至200-300℃一下出炉。消除因变形加工及铸造、焊接过程中引起的残余内应力，提高工件尺寸稳定性，防止变形和开裂。

## 半導體的退火
在半導體工業中，矽晶圓需要進行退火。因半導體材料中掺杂了雜質如硼、磷或砷等，會產生大量空位，使原子排列混亂，導致半導體材料性質劇變，因此需要退火來恢復晶體的結構和消除缺陷，也有利于間隙式位置的雜質原子進入置換式位置。

## 外部連結
- 工业炉的退火为例